# KEK Douai

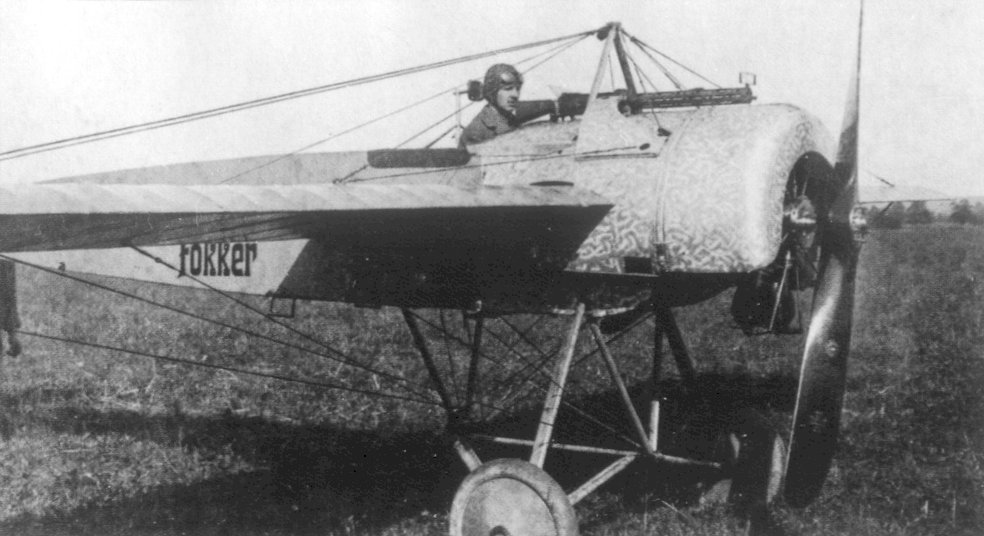
Fokker E.II – samolot będący na wyposażeniu KEK Douai w 1915 roku

Kampfeinsitzerkommando 3 – KEK Douai – jednostka lotnictwa niemieckiego Luftstreitkräfte z okresu I wojny światowej.

## Informacje ogólne
Jednostka została utworzona w bazie Feldflieger Abteilung 62 w Douai, w połowie 1915 w jednym z pierwszych etapów reorganizacji lotnictwa. Składała się z kilku jednomiejscowych uzbrojonych samolotów przydzielonych bezpośrednio do dowództwa 6 Armii. W końcu września 1916 roku w kolejnym etapie reorganizacji lotnictwa niemieckiego na bazie tej jednostki utworzono eskadrę myśliwską Jasta 10.
W KEK Douai służyli między innymi późniejsze asy myśliwskie: Ernst Hess, Max Immelmann oraz Oswald Boelcke.
Głównymi samolotami używanymi przez pilotów KEK Douai były Fokker E.II, Fokker E.IV.

## Dowódcy Eskadry
| Stopień | Nazwisko | Okres                  |
| ------- | -------- | ---------------------- |
|         |          | 1915 – xx.xx.xxx       |
|         |          | x.xx.xxxx – 28.09.1916 |